# Alice et le Secret du parchemin
Alice et le Secret du parchemin (titre original : The Strange Message in the Parchment, littéralement : L’Étrange message sur le parchemin) est le cinquante-quatrième roman de la série américaine Alice (Nancy Drew en VO) écrit par Caroline Quine, nom de plume collectif de plusieurs auteurs. L'auteur de ce roman est Harriet Adams. 
Aux États-Unis, le roman a été publié pour la première fois en 1977 par Grosset & Dunlap, New York. En France, il a paru pour la première fois en 1984 chez Hachette Jeunesse dans la collection Bibliothèque verte. Il n'a plus été réédité en France depuis 1993. 

## Résumé
Remarque : le résumé est basé sur l'édition cartonnée non abrégée parue en 1984 en langue française.
Alice est invitée par son amie Jany à séjourner à la ferme de ses parents, éleveurs de moutons, afin d'élucider un mystère : le père de Jany, collectionneur de parchemins anciens, vient de faire l'acquisition d'un parchemin sur lequel figure d'étranges dessins. Il a reçu un appel téléphonique anonyme lui disant que s'il réussissait à déchiffrer la signification des dessins, cela apporterait le bonheur à plusieurs personnes et redresserait un grave tort... 
Alice ayant appris que le vendeur du parchemin est un certain Salvatore Roco, elle se rend dans sa ferme pour l'interroger. Face aux questions de la jeune fille, M. Rocco, homme brutal, se montre très hostile. Alice remarque que tous les employés de M. Rocco sont des étrangers. 
Parmi eux se trouve un garçon de dix ans, Tony, un Italien, dont Alice apprend qu'il est le neveu de Rocco. Les autres employés affirment que Rocco brutalise le jeune Tony...

## Personnages

### Personnages récurrents
- Alice Roy, dix-huit ans, détective amateur blonde, orpheline de mère, fille de James Roy.
- James Roy, avoué[2] de renom, père d'Alice Roy, veuf.
- Bess Taylor, jeune fille blonde et rondelette, une des meilleures amies d'Alice.
- Marion Webb, jeune fille brune et sportive, cousine germaine de Bess Taylor et une des meilleures amies d'Alice.
- Ned Nickerson, jeune homme brun et athlétique, ami et chevalier servant d'Alice, étudiant à l'université d'Emerson.
- Daniel Evans, ami et chevalier servant de Bess, camarade d'université de Ned.
- Bob Eddleton, ami et chevalier servant de Marion, camarade d'université de Ned.
- Sarah, la fidèle gouvernante des Roy, qui a élevé Alice à la mort de sa mère.
- Togo, petit chien fox-terrier d'Alice.

### Personnages spécifiques à ce roman
- M. et Mme Flockhart, éleveurs de moutons.
- Jany Flockhart (Junie en VO), dix-huit ans, amie d'Alice, fille de M. Flockhart.
- Eezy, vieux berger qui a pour habitude de citer des passages de la Bible.
- Salvatore Rocco, client désagréable de M. Flockhart.
- Tony Rocco, jeune garçon italien, neveu de Salvatore Rocco.
- Diana Bolardo, artiste italienne.
- Vincenzo Caspari, artiste italien.
- Tim White, ami de Jany Flockhart, étudiant l'italien.
- Sid Zikes, un malandrin.
- M. Stevenson, commissaire de River City, ami d'Alice.

## Éditions françaises
- 1984 : Hachette, collection Bibliothèque verte [3], cartonné (français, version originale). Illustré par Jean Sidobre. Texte français d'Anne Joba. 20 chapitres. 190 pages.
- 1989 : Hachette, collection Bibliothèque verte no 447, souple (français, version abrégée). Illustré par Jean Sidobre.
- 1993 : Hachette, collection Bibliothèque verte no 447, souple (français, version abrégée). Couverture de Philippe Daure, illustrations intérieures de Jean Sidobre.